# بت کلر
بت کلر (انگلیسی: Beth Keller؛ زادهٔ ۲۵ ژوئن ۱۹۷۸) بازیکن فوتبال اهل ایالات متحده آمریکا است.
وی همچنین در تیم‌های ملی فوتبال زیر ۲۳ سال زنان ایالات متحده آمریکا و زنان ایالات متحده آمریکا بازی کرده‌است.